# يوهان دايفيد كوهلر
يوهان دايفيد كوهلر (بالألمانية: Johann David Köhler)‏ (و. 1684 – 1755 م) هو مؤرخ، وأستاذ جامعي، وعالم عملات، وباحث في تاريخ العصور الكلاسيكية ألماني، ولد في كولديتس، وكان عضوًا في الأكاديمية الألمانية للعلوم ليوبولدينا، والأكاديمية البروسية للعلوم، توفي في غوتينغن، عن عمر يناهز 71 عاماً.